# Balcarce (1825)
El Bergantín Balcarce (o General Balcarce) fue un navío de guerra que revistó en la Armada Argentina entre los años 1825 y 1829.

## Historia
Ante la amenaza de guerra contra el Imperio del Brasil, que había invadido la Banda Oriental, fue necesario fortalecer la mínima escuadra con que contaba la República para enfrentar la poderosa fuerza brasilera. 
A esos efectos se construyeron algunas cañoneras y se adquirieron unos pocos buques mercantes, entre ellos en junio de 1825 el César que fue artillado con 14 cañones ligeros (de a 8).
Declarada la guerra en 1826 fue puesto al mando del Capitán Bartolomé Ceretti. Fue el buque insignia del comandante Brown al abrir la campaña y participó como tal del combate librado en Los Pozos en la tarde del 13 de enero de 1826.
El 26 de febrero de 1826 fue muerto Bartolomé Ceretti durante el Ataque a la Colonia del Sacramento (1826).
El 10 de junio de 1826 una poderosa fuerza brasileña se presentó ante Buenos Aires, integrada por 31 barcos. El 11 de junio se produjo el Combate de Los Pozos en el Balcarce, ahora al mando de Nicolás Jorge, salió de puerto y acudió a auxiliar a las exiguas fuerzas de Brown que sostenían la batalla.
En el Estado de Fuerza del 26 de julio de 1826, ocho días antes del Combate de Quilmes, el Bergantín figura portando 6 cañones de a 6 y 8 de a 8.

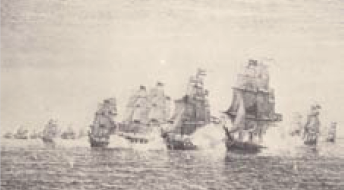
Combate de Quilmes.

En el Combate de Quilmes, el 29 de julio de 1826 Brown decide enfrentar con la Fragata 25 de Mayo (buque insignia, comandado por Espora), la barca Congreso Nacional, los bergantines Independencia, República y Balcarce, las goletas Sarandí y Río de la Plata, la goleta hospital Pepa y ocho cañoneras, a la escuadra brasileña que avanzaba con diecinueve buques, con dos mil hombres y trescientos cañones, para fondear en las cercanías del canal exterior.
Iniciado el ataque, el buque insignia argentino es fuertemente castigado por los cañones de las baterías de la división imperial, mientras que el grueso de sus fuerzas no acompañan la acción.

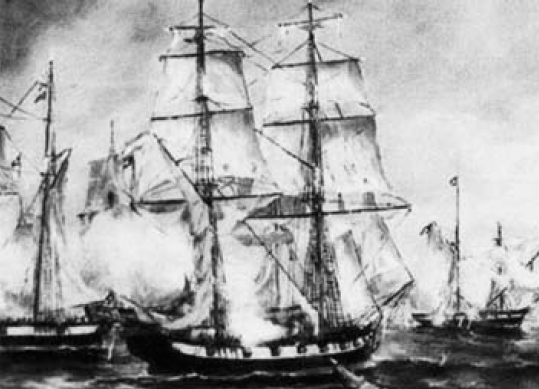
Batalla de Juncal.

En la Batalla de Juncal, el 8 y 9 de febrero de 1827, estuvo al mando de Francisco José Seguí. En esa batalla decisiva la nave tuvo un heroico desempeño. Con una descarga de banda pronto consiguió destrozar el bauprés del Bergantín Dona Januária y con la siguiente derribó su trinquete causándole tales averías que la embarcación estaba pronta a zozobrar. 
Seguidamente, el General Balcarce lideró un ataque combinado sobre la Goleta Oriental, nave insignia brasilera. El fuego cruzado inutilizó los cañones, dejó la mitad de las carronadas destruidas y provocó 37 bajas, incluyendo entre los heridos al comandante Sena Pereira. Finalmente la nave insignia fue abordada y el Capitán Francisco Seguí aceptó del comandante brasileño su espada en señal de rendición.

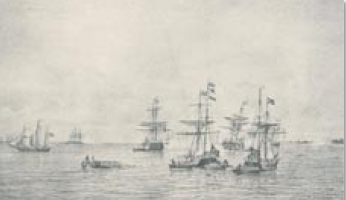
Combate de Monte Santiago.

En 1827 se libró el Combate de Monte Santiago en las cercanías de Buenos Aires. En la segunda jornada de la batalla, en la mañana del 8 de abril, la Balcarce que se encontraba en puerto intentó sumarse a la lucha pero debido a condiciones contrarias de viento y corriente no pudo lograrlo. Ese mismo año participó en el Combate de Punta Lara. 
En 1828 a bordo del Balcarce se cumplió la sentencia contra los amotinados que dieron muerte al comandante de la Goleta Guanaco. El asesino fue fusilado en el castillo de proa, y una vez izada la bandera roja en el palo mayor informando así a la flota del cumplimiento de la sentencia, se dieron 200 azotes a cada uno de los cinco cómplices del crimen.
Al final de su paso por la armada argentina estuvo brevemente al mando de Juan Bautista Thorne. Finalmente fue vendido a la armada francesa.